# Гезениус, Вильгельм
Вильгельм Гезениус (нем. Wilhelm Gesenius; 3 февраля 1786, Нордхаузен — 23 октября 1842, Галле, Саксония) — немецкий востоковед, гебраист и исследователь Библии. Автор БЭАН именовал его Гезением и, ссылаясь на его переводы еврейских слов, писал — «по Гезению».

## Биография
Вильгельм Гезениус родился в Нордхаузене. В 1803 году он стал студентом, изучающим философию и теологию, в Гельмштедтском университете, где его наиболее влиятельным преподавателем был Генрих Генке, но последнюю часть своего университетского курса прослушал в Гёттингене, где ведущими педагогами в то время были Иоганн Готфрид Эйхгорн и Томас Кристиан Тушен. В 1806 году, вскоре после окончания университета, Гезениус стал репетентом и приват-доцентом в Гёттингене; Август Неандер был его первым учеником, которому он преподавал иврит. В 1810 году он стал экстраординарным профессором богословия, а в 1811 году — ординарным в Университете Галле, где, несмотря на многочисленные предложения о высоких должностях в другом месте, он провёл всю свою оставшуюся жизнь.
Генезиус преподавал практически беспрерывно на протяжении более чем тридцати лет. Перерыв, случившийся в 1813—1814 годах, был вызван немецкой освободительной войной (война Шестой коалиции), в течение которой университет был закрыт. Впоследствии были ещё два перерыва, вызванные продолжительными научными путешествиями: сначала в 1820 году в Париж, Лондон и Оксфорд вместе с его коллегой Иоганном Карлом Тило (1794—1853) для изучения редких восточных рукописей, а в 1835 году — в Англию и Нидерланды в связи с его финикийскими исследованиями. Гезениус стал самым известным преподавателем иврита и учёным в области изучения и толкования Ветхого Завета в Германии: в поздние годы на его лекциях присутствовало около пятисот студентов.
В 1827 году, после ответа отказом на предложение занять место Эйхгорна в Гёттингене, Гезениус был назначен консисториалратом, но, кроме нападок, которым он вместе со своим другом и коллегой Юлием Вегшейдером подвергся в 1830 году со стороны Генгстенберга и его партии Evangelische Kirchenzeitung, по причине обвинений его в рационализме, его жизнь была небогата событиями.
Гезениус умер в Галле и был похоронен недалеко от университета. По традиции студенты-теологи в Галле клали камни на его могилу в знак уважения каждый год перед экзаменами.
Гезениус был более всего почитаем за то, что освободил семитскую филологию от оков богословской и религиозной предубеждённости, а также за открытие строго научного (и сравнительного) метода, который с его времён был внедрён в науку. Как экзегет он оказал большое влияние на богословские исследования. Написал большое количество работ по богословию и филологии, также доказал, что мальтийский язык не имел пунического происхождения.